# Karmen Stavec
Karmen Stavec (Berlino Ovest, 21 dicembre 1973) è una cantante pop slovena.

## Biografia
Nata, come detto, nella Berlino durante i tempi della guerra fredda da genitori sloveni, termina gli studi a Domžale. Viene quindi a far parte di un duo, le 4 Fun e nel contempo inizia gli studi di Lingua tedesca all'Università di Lubiana.
Nel 1998 inizia la propria carriera da solista, partecipando, per ben quattro stagioni (1998, 2001, 2002 e 2003) alle selezioni nazionali per l'Eurovision. Nel 2002 si aggiudica il secondo posto mentre l'anno successivo riesce ad aggiudicarsi la competizione, potendo così partecipare all'Eurovision Song Contest 2003 dove, con la canzone intitolata Nanana cantata in inglese, termina la competizione al 23º posto.

## Discografia
- Ostani Tu (2001)
- Karmen (2003)